# Établissement correctionnel pour femmes de Bedford Hills
Bedford Hills Correctional Facility for Women
L'établissement correctionnel pour femmes de Bedford Hills (en anglais : Bedford Hills Correctional Facility for Women) est une prison américaine située à Bedford, au 247 Harris Road, dans le comté de Westchester et dans l’État de New York. Bedford Hills est la seule prison à sécurité maximale pour femmes et la plus grande prison pour femmes de l'État de New York. L'établissement est géré par le département de l'administration pénitentiaire et de la surveillance communautaire de l'État de New York (en). 

## Description
Bedford Hills est l'un des trois établissements de New York réservés aux femmes, les deux autres étant l'établissement correctionnel pour femmes d'Albion (en) et l'établissement correctionnel de Taconic (en) (une prison à sécurité moyenne située juste en face de la prison de Bedford Hills). Son programme axé sur la famille, fondé par la sœur Elaine Roulet (en), a servi de modèle à d'autres programmes pénitentiaires aux États-Unis et est considéré comme la norme pour les programmes innovants axés sur la famille.  
Jusqu'à l'abrogation de la peine de mort en 2008, cette prison est également le couloir de la mort pour les femmes.  

## Détenues notables
- Jean Harris, condamnée pour avoir assassiné Herman Tarnower. Après 11 ans de réclusion, le 29 décembre 1992, elle est opérée au cœur et envoyée dans une maison de retraite[5].
- Blanche Wright, condamnée pour complicité avec Leroy Barnes le 11 novembre 1980.
- Judith Alice Clark, condamnée en 1983 pour son implication dans le braquage de la Brink's de 1981. Condamnée à trois perpétuités, elle bénéficie d'une liberté conditionnelle le 17 avril 2019 après 38 ans en prison. Elle co-fonde le programme de sensibilisation contre le Syndrome d'immunodéficience acquise à Bedford Hills et aide à établir un programme d'instruction qui permet à plus de 100 détenues d'obtenir un diplôme universitaire.
- Kathy Boudin, condamnée en 1984 pour son implication dans le braquage de la Brink's de 1981. Condamnée à perpétuité, elle devient experte en santé publique pendant sa peine et est relâchée le 17 septembre 2003 après 22 ans en prison.
- Marybeth Tinning, condamnée en 1987 à perpétuité pour avoir tué plusieurs de ses enfants, relâchée le 21 août 2018.
- Donna Hylton, condamnée à perpétuité le 12 mars 1986 pour avoir kidnappé, torturé et assassiné Thomas Vigliarole avec six autres personnes.
- Pamela Smart, condamnée en mars 1991 pour avoir conspiré avec son amant mineur et trois complices pour tuer son mari.
- Amy Fisher, condamnée en 1992 pour avoir tenté de tuer la femme de son amant, Joey Buttafuoco (en), alors qu'elle avait 17 ans.
- Carolyn Warmus, condamnée en 1995 pour avoir tué la femme d'un collègue dont elle est amoureuse.
- Remy Ma, condamnée en 2007 après avoir tiré deux coups de pistolet sur son amie puis s'être rendue au commissariat pour avouer, libérée le 31 juillet 2014.
- Stacey Castor, condamnée en 2007 pour avoir empoisonné son mari et son ex-mari et tenté d'assassiner sa fille.
- Barbara Kogan, condamnée en 2010, vingt ans après avoir fait assassiner son mari pendant un divorce long et difficile[6],[7].
- Joyce Mitchell, condamnée en 2017pour avoir aidé deux détenus à s'évader de prison.
- Anna Delvey, condamnée en 2018 pour escroquerie.
- Joy Powell, condamnée pour cambriolage et violences, et affirmant qu'elle est victime d'un complot politique.
- Nixzaliz Santiago, condamnée pour avoir couvert l'assassinat de sa fille par son mari.
- Lacey Spears, condamnée pour le meurtre de son fils.
- Laura Rideout, condamnée pour la mort de son mari, Craig Rideout, et dont le procès a été retransmis sur Dateline NBC.

## Événements notables
En août 1974, les détenues ont brièvement pris le contrôle de certaines parties de la prison en réaction à l'agression d'une prisonnière par les gardiens au cours de la rébellion d'août (en).

## Liens
- (en) Site officiel
- Notices d'autorité :   - VIAF
  - ISNI
  - LCCN
  - Israël
  - WorldCat